# Chi (kana)
ち in hiragana o チ in katakana è un kana giapponese e rappresenta una mora. La sua pronuncia è /tʲɕi/ .
Il katakana di questa lettera non deve essere confuso con il kanji (千, sen), molto simile nella scrittura e nella forma.
| Forme                                    | Rōmaji                                     | Hiragana             | Katakana             |
| ---------------------------------------- | ------------------------------------------ | -------------------- | -------------------- |
| Normale ch- (た行 ta-gyō)                | chi                                        | ち                   | チ                   |
| Normale ch- (た行 ta-gyō)                | chii chī                                   | ちい, ちぃ ちー      | チイ, チィ チー      |
| yōon ch- (ちゃ行 cha-gyō)                | cha                                        | ちゃ                 | チャ                 |
| yōon ch- (ちゃ行 cha-gyō)                | chaa chā, chah                             | ちゃあ ちゃー        | チャア チャー        |
| yōon ch- (ちゃ行 cha-gyō)                | chu                                        | ちゅ                 | チュ                 |
| yōon ch- (ちゃ行 cha-gyō)                | chuu chū                                   | ちゅう ちゅー        | チュウ チュー        |
| yōon ch- (ちゃ行 cha-gyō)                | cho                                        | ちょ                 | チョ                 |
| yōon ch- (ちゃ行 cha-gyō)                | chou choo chō, choh                        | ちょう ちょお ちょー | チョウ チョオ チョー |
| dakuten d- (j/z-) (だ行 da-gyō)          | di (ji, zi)                                | ぢ                   | ヂ                   |
| dakuten d- (j/z-) (だ行 da-gyō)          | dii (jii, zii) dī (jī, zī)                 | ぢい, ぢぃ ぢー      | ヂイ, ヂィ ヂー      |
| yōon + dakuten dy- (j-) (ぢゃ行 dya-gyō) | dya (ja)                                   | ぢゃ                 | ヂャ                 |
| yōon + dakuten dy- (j-) (ぢゃ行 dya-gyō) | dyaa (jaa) dyā (jā), dyah (jah)            | ぢゃあ ぢゃー        | ヂャア ヂャー        |
| yōon + dakuten dy- (j-) (ぢゃ行 dya-gyō) | dyu (ju)                                   | ぢゅ                 | ヂュ                 |
| yōon + dakuten dy- (j-) (ぢゃ行 dya-gyō) | dyuu (juu) dyū (jū)                        | ぢゅう ぢゅー        | ヂュウ ヂュー        |
| yōon + dakuten dy- (j-) (ぢゃ行 dya-gyō) | dyo (jo)                                   | ぢょ                 | ヂョ                 |
| yōon + dakuten dy- (j-) (ぢゃ行 dya-gyō) | dyou (jou) dyoo (joo) dyō (jō), dyoh (joh) | ぢょう ぢょお ぢょー | ヂョウ ヂョオ ヂョー |

| (cha) | (ちゃ) | (チャ) |
| (chi) | (ち)   | (チ)   |
| (chu) | (ちゅ) | (チュ) |
| che   | ちぇ   | チェ   |
| (cho) | (ちょ) | (チョ) |

| (dya, ja) | (ぢゃ)     | (ヂャ)     |
| (dyi, ji) | (ぢぃ, ぢ) | (ヂィ, ヂ) |
| (dyu, ju) | (ぢゅ)     | (ヂュ)     |
| dye (je)  | ぢぇ       | ヂェ       |
| (dyo, jo) | (ぢょ)     | (ヂョ)     |

## Scrittura

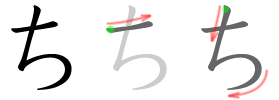
Stile di scrittura di ち

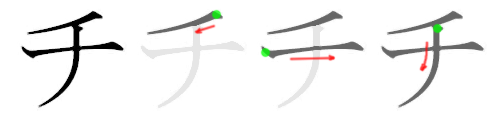
Stile di scrittura di チ